# SNCASE SE.161 Languedoc
SNCASE SE.161 Languedoc — французский четырёхмоторный авиалайнер производства SNCASE, разработанный на основе Bloch MB.160.

## Разработка
В 1936 году авиакомпания Air Afrique нуждалась в новом авиалайнере для своих африканских служб. Фирма Марселя Блоха начала разработку самолёта в 1937 году. Проектируемый самолёт предназначался для работы в тропической Африке. Первый полет состоялся в июне 1937 года. Однако в серию самолёт не пошел, так как к этому времени фирма приступила к проектированию самолёта с более мощными двигателями и увеличенной пассажировместимостью.
Новый самолёт получил наименование MB 161. Самолёт также получил название Languedoc в честь региона Лангедок и французского лётчика Первой мировой войны Анри Франсуа Лангедока. Кроме африканских линий MB 161 предполагалось использовать для полетов через Атлантику с шестнадцатью пассажирами. Прототип впервые взлетел 15 декабря 1939 года. Он был оснащён четырьмя двигателями Gnome-Rhône 14N мощностью 1020 л. с. каждый. Однако до момента оккупации Франции самолёт так и не успели запустить в серийное производство. Во время Второй мировой войны разработка самолёта была остановлена.
Первый прототип простоял в ангаре в Бордо  до февраля 1942 года, когда к испытаниям подключились инженеры авиакомпании Deutsche Lufthansa. Самолёт был реквизирован и вывезен в Германию, где эксплуатировался Luftwaffe до мая 1944 года. Немецкие оккупанты заказали Французскому правительству Виши 20 самолётов для Luftwaffe и 10 самолётов для Deutsche Lufthansa. Серийное производство запустили в Тулузе на заводе SCANSE, а сам самолёт переименовали в SE.161 Languedoc. Однако французские авиастроители саботировали сборку самолёта и до конца войны Luftwaffe не получила ни одного самолёта.
После освобождения Франции Временное правительство разрешило возобновить производство первого серийного самолёта, получившего название SE.161. Фирме SCANSE в Тулузе было заказано 125 экземпляров. Первый серийный самолёт поднялся в воздух в сентябре 1945 года, через шесть лет после начала испытаний. Первая партия из 40 единиц была произведена для Air France в период с октября 1945 года по апрель 1948 года. Серийное производство продолжалось до 1949 года, всего было построено 100 самолётов.

## Эксплуатация
Всего было построено 100 экземпляров для Air France, ВВС Франции и ВМС Франции. Единственным иностранным заказчиком для новых серийных самолётов была польская авиакомпания LOT, которая купила пять самолётов. В 1952 году Air France прекратила эксплуатацию SE.161 и передала часть самолётов другим авиакомпаниям (Air Atlas, Air Tunis, Air Transport, Aviaco, Misrair, Air Liban. В 1961 году эксплуатация самолёта гражданскими операторами была прекращена. В 1964 году снят с эксплуатации был последний SE.161, использовавшийся в качестве летающей лаборатории. Ни один борт не сохранился до наших дней. Одной из причин того, что самолёты быстро были сняты с эксплуатации — ряд технических проблем, в том числе проблемы шасси, плохой обзор из кабины при посадке в плохую погоду, отсутствие противообледенительного оборудования и отопления кабины. Поэтому, самолёт не мог конкурировать с другими лайнерами того времени — Douglas DC-4, Vickers Viscount, Lockheed Constellation.

## Модификации
Bloch 161-01
Прототип, 900-сильные моторы: 2 × Gnome-Rhône 14N-38 и 2 × 900 hp Gnome-Rhône 14N-39.
SE.161/1
Серийный образец, двигатели Gnome-Rhône 14N-44 и Gnome-Rhône 14N-45 (по 1150 л.с. каждый), на самолётах компании LOT устанавливались 14N-54 / 14N-55, позже заменённые на 14N-68 / 14N-69. На технике авиации ВМС Франции также стояли 14N-68 / 14N-69.
SE.161/P7
Модернизированные самолёты компании Air France, двигатели Pratt & Whitney R-1830 SIC-3-G (по 1220 л.с.).

## Конструкция
SCANSE SE.161 Languedoc — цельнометаллический четырёхмоторный свободнонесущий двукилевой низкоплан с убирающимся шасси. Экипаж 5 человек — пилот, второй пилот-штурман, радист, бортинженер и стюард.
Фюзеляж — полумонокок прямоугольного сечения с закруглённой верхней частью. Обшивка работающая гладкая из плакированного алюминия. Внутреннее пространство фюзеляжа разделено на несколько отсеков. В носовой части отсек приборного оборудования. Затем отсек с закрытой кабиной экипажа. За кабиной экипажа находится пассажирский салон, рассчитанный на 33 пассажира (11 рядов по 3 кресла в ряду). Позади салона багажное отделение. Входная дверь расположена по левому борту фюзеляжа в конце салона.
Крыло — цельнометаллическое свободнонесущее двухлонжеронное треугольное в плане со стреловидность по передней кромке. Состоит из центроплана и двух отъёмных консолей. Обшивка гладкая работающаяся соединенная с каркасом при помощи потайной клепки.
Хвостовое оперение — цельнометаллическое двухкилевое. Стабилизатор свободнонесущий трапециевидный в плане. Кили с рулями направления установлены на торцах стабилизатора. Рули высоты и направления снабжены триммерами.
Шасси — убираемое двухстоечное с хвостовым колесом. На каждой стойке по одному колесу с шинами низкого давления. Колёса снабжены тормозами. Амортизация стоек воздушно-масляная. Основные стойки и хвостовое колесо убирались при помощи гидравлики. Основные стойки убирались в гондолы внутренних двигателей.
Силовая установка — четыре поршневых 14-цилиндровых звездообразных двухрядных двигателя воздушного охлаждения Pratt & Whitney R-1830-S1C3G Twin Wasp мощностью 1200 л.с. каждый. Двигатели устанавливались в аэродинамические гондолы на центроплане и закрывались капотами. Воздушный винт металлический трёхлопасный. Топливные баки находились в крыле, запас топлива 2400 литров.

## Лётно-технические характеристики (SE.161/1)
Источник данных: French Postwar Transport Aircraft

Технические характеристики
- Экипаж: 5 человек
- Пассажировместимость: 33
- Длина: 24,26 м
- Размах крыла: 29,39 м
- Высота: 5,14 м
- Площадь крыла: 111,32 м²
- Масса пустого: 12 651 кг
- Нормальная взлётная масса: 20 577 кг
- Силовая установка: 4 × Gnome-Rhône 14N 44/45, (Pratt & Whitney R-1830 SIC-3-G мощностью 1220 л. с. каждый в другой модификации). 14-цилиндровый радиальный воздушного охлаждения
- Мощность двигателей: 4 × 1150 л. с. (4 × 858 кВт)
- Воздушный винт: Ratier, трёхлопастный, изменяемого шага шага
- Диаметр винта: 3,3 м.

Лётные характеристики
- Максимальная скорость: 440 км/ч
- Практическая дальность: 3 200 км
- Практический потолок: 7 200 м
- Скороподъёмность: 3 м/с

## Эксплуатанты
Франция
- правительство Виши
- Air France
- Compagnie Air Transport
- ВВС Франции
  - EARS 99
  - GT I/61 "Maine"
- Авиация ВМС Франции
  - Escadron 31S
  - Escadron 10S
  - Escadron 54S
  - Escadron 56S

 Египет
- Misrair

 Ливан
- Air Liban

 Марокко
- Air Atlas

 Польша
- LOT: в 1947 году приобретены 5 самолётов (№№ SP-LDA — SP-LDE). Из-за проблем с двигателями, в 1948 году они были сняты с эксплуатации и в 1950 году отправлены на слом.[4]

 Испания
- Aviaco

 Тунис
- Tunis Air

## Аварии и катастрофы
По данным портала Aviation Safety Network, за время эксплуатации самолёта в различных авиационных происшествиях было потеряно 19 самолётов SE.161. При этом погибли 102 человека.
| Дата       | Бортовой номер | Место катастрофы     | Жертвы    | Краткое описание |
| ---------- | -------------- | -------------------- | --------- | --- |
| 07.10.1947 | F-BATY         | Аннаба               | н.д./н.д. | Разбился. Обстоятельства неизвестны.                                                                                |
| 26.01.1948 | F-BCUC         | 8 км от Парижа       | 9/9       | Врезался в фабрику во время тренировочного полёта. На земле ранены двое рабочих.                                    |
| 04.02.1948 | F-BATK         | Мариньян             | н.д/н.д.  | Списан после происшествия в аэропорту. Обстоятельства неизвестны.                                                   |
| 10.02.1948 | F-BATH         | Париж                | н.д/н.д.  | Потерян при неизвестных обстоятельствах. Фюзеляж самолёта после ЧП долгое время использовался в качестве тренажёра. |
| 31.05.1948 | SP-LDA         | Реймс                | 0/н.д.    | Совершил аварийную посадку после отказа трёх двигателей.                                                            |
| 14.06.1948 | F-BATG         | Куломье              | н.д./н.д. | Разбился. Обстоятельства неизвестны.                                                                                |
| 19.08.1948 | F-BATO         | Париж                | н.д./н.д. | Разбился. Обстоятельства неизвестны.                                                                                |
| 23.11.1948 | F-BATM         | Тулуза               | 1/5       | Разбился при взлёте. Погиб лётчик-испытатель Эммануэль Арин.                                                        |
| 09.04.1949 | F-BATU         | Ницца                | 0/35      | Выкатился за пределы ВПП и врезался в стену.                                                                        |
| 20.07.1950 | F-BCUI         | Марсель              | 0/31      | При посадке сломалось шасси.                                                                                        |
| 22.12.1951 | SU-AHH         | 10 км от Тегерана    | 22/22     | Разбился во время снежной бури.                                                                                     |
| 03.03.1952 | F-BCUM         | Ницца                | 38/38     | Разбился сразу после взлёта. Причиной катастрофы стал отказ левого элерона.                                         |
| 07.04.1952 | F-BATB         | Париж                | 0/23      | Потерпел аварию при взлёте.                                                                                         |
| 30.07.1952 | SU-AHX         | Каир                 | 0/38      | Совершил жёсткую посадку на брюхо после пожара в двигателе.                                                         |
| 23.10.1952 | 86 / F-RAPC    | Валь-де-Марн         | 11/11     | Разбился. Обстоятельства неизвестны.                                                                                |
| 06.01.1954 | OD-ABU         | Бейрут               | 0/5       | Потерпел аварию при взлёте из-за потери мощности двигателей.                                                        |
| 24.04.1954 | SU-AHZ         | Дамаск               | 0/22      | Совершил жёсткую посадку.                                                                                           |
| 29.09.1956 | EC-AKV         | Тенерифе             | 1+0/38    | Врезался в дом при заходе на посадку.                                                                               |
| 04.12.1958 | EC-ANR         | Сьерра-де-Гвадаррама | 21/21     | Разбился в горах, предположительно, из-за обледенения.                                                              |